# Pacs del Penedès
Pacs del Penedès è un comune spagnolo situato nella comunità autonoma della Catalogna di 872 abitanti.